# Bembidion coeruleum
Bembidion coeruleum es una especie de escarabajo del género Bembidion, familia Carabidae. Fue descrita científicamente por Audinet-Serville en 1821.
Habita en Argelia, Francia, Gran Bretaña, Italia, Marruecos, Portugal, España, Suiza y Túnez.